# Jean-Claude Legros
Pour les articles homonymes, voir Legros.
Jean-Claude Legros est un poète français né le 30 juin 1940 dans l'Orne. Né de parents réunionnais, il fut l'un des fondateurs puis le président de l'Union Générale des Étudiants Créoles de La Réunion (UGECR). Il est l'auteur du premier poème en créole réunionnais et d'une biographie de la reine Ranavalona III de Madagascar.

## Biographie
Né en Normandie de parents réunionnais, Jean-Claude Legros fait, au cours de sa vie, de nombreux allers-retours entre la France métropolitaine et son île, département d'outre-mer situé dans le sud-ouest de l'océan Indien. Il est le fils de Léon Legros, personnalité à l'origine de la création de la Chambre des Métiers et de l'Artisanat de la Réunion. 
Il connaît Paris sous l'occupation puis assiste, encore tout jeune enfant, à sa libération. Sa famille retourne ensuite s'installer à La Réunion, où il grandit entre Saint-Denis et L'Étang-Salé. Il effectue ses études secondaires au lycée Leconte-de-Lisle puis migre à Paris pour y suivre un cursus de lettres à la Sorbonne, ainsi que de linguistique et de malgache à l'École nationale des langues orientales vivantes.
En 1960, il est l'un des cofondateurs, à Paris, de l'Union Générale des Étudiants Créoles de La Réunion, ou UGECR, dont il devient le président en 1961. Il fonde également la revue Le Rideau de cannes, publiée jusqu'en 1963. Les initiateurs de ces deux projets furent salués, en 1984, comme les « novateurs qui ont tracé la voie de la promotion de la langue créole et de la littérature réunionnaise. » C'est en 1962 que Jean-Claude Legros publie, dans cette revue, le tout premier poème rédigé en créole réunionnais, daté de 1960. Intitulé Count' Con'y, ce poème très court est historique. Il constitue l'un des premiers essais de transcription phonologique du créole réunionnais. Le poème Bois pays, écrit en français, est également publié dans Le Rideau de cannes. 
Le contexte de rédaction et de parution de ces textes n'est pas sans importance. L'ordonnance Debré vient d'être proclamée. Elle contraint à l'exil les fonctionnaires d'outre-mer qui défendent leur culture, dont la mise en valeur est devenue quelque peu indésirable, à la suite de la départementalisation de 1946. Onze Réunionnais sont concernés par cette mesure. Jean-Claude Legros est à la tête d'une délégation qui accueille le premier contingent de déracinés par la force. Parmi eux, se trouve le poète Boris Gamaleya, dont Vali pour une reine morte, publié en 1973, est un texte fondamental de la littérature réunionnaise.
En 1963, Jean-Claude Legros devient animateur à l'ORTF, d'abord à Paris, puis à La Réunion à partir de 1965. Présentateur d'émissions de variétés, il est écarté de son poste en mai 1968. L'année suivante, la revue Réalités et perspectives réunionnaises publie, en supplément de son numéro de septembre, un recueil de poèmes. Deux textes de Jean-Claude Legros y figurent : Dans nout pays et Ou sa ou sava mon fra.
En 1972, il réalise, à titre personnel, un enregistrement du chanteur réunionnais Henri Madoré. Cet enregistrement rarissime, réalisé lors d'une soirée privée à La Montagne, constitue, en 1997, l'essentiel du disque Henri Madoré : Le Dernier chanteur de rue, édité par le Pôle régional des musiques actuelles.
Après un court passage dans l'enseignement, le poète s'oriente ensuite vers une carrière d'assureur au sein d'une société mutuelle, où il occupe notamment le poste de directeur régional et prend plus tard la direction de l'Outre-mer. Il est père de trois enfants.
Éloigné en apparence de la sphère poétique, il continue malgré tout d'écrire. Proche de l'Union pour la défense de l'identité réunionnaise, dont il est un habitué des manifestations culturelles, son poème Maloya Blues, rédigé en 1990 et dédié à sa fille cadette, est publié dans le recueil collectif Vers d'autres îles, en 2003. C'est également en 1990 que paraît l'ouvrage de sa fille aînée sur le chanteur Henri Madoré.
Maloya Blues et Thank you Gainsbourg ont été mis en musique par le groupe Grat'fils dans l'album Pays Piment, édité en 1995.
En 2002, il intervient dans l'émission radiophonique Villes-Mondes, sur France Culture, dans un numéro dédié à la ville de Saint-Denis. Il y évoque l'ambiance des rues de sa jeunesse et la vie d'Henri Madoré.
C'est finalement en 2005 que Jean-Claude Legros publie son propre recueil, regroupant des textes écrits sur plus de quarante ans. Il lui donne le titre de son poème Ou sa ou sava mon fra. Dans cet ouvrage, on découvre des textes d'hommage à Boris Gamaleya, Jacqueline Farreyrol, Luc Donat, ou encore à L'Étang Salé de son enfance, mais surtout à la ville de Saint-Denis, qu'il célèbre dans un long poème éponyme. Saint-Denis est exposé de façon permanente sur la façade de la médiathèque de la ville (médiathèque François-Mitterrand).
Jean-Claude Legros est décrit en ces termes par Georges-Marie Lépinay, ancien secrétaire général de la Confédération Générale du Travail de la Réunion (CGTR) et vice-président du Conseil économique et social régional : « Le créole dans Le Rideau de cannes, c'est lui ! Les poèmes, c'est encore lui ! La pièce de théâtre, toujours lui ! Les études sur le créole, aussi... Il est dans ce domaine un des précurseurs. Avec le maître entre tous, Boris Gamaleya. »
Retraité, Jean-Claude Legros a repris ses études de malgache, afin de mieux appréhender la langue créole. Il est membre de l'association MIARO, « ayant pour but la recherche, l'information, la diffusion, l'échange interactif et la formation en matière de cultures, de langues et de civilisations dans l'Océan Indien et en particulier entre Madagascar, La Réunion, et les pays riverains ». C'est ainsi qu'il publie, en 2008, dans Rimeurs slameurs et autres rencontres, un très long poème d'inspiration malgache intitulé Toi mon frère le jouar.
Il fait partie, en novembre 2009, des 1000 célébrités de la Réunion et 150 personnalités des îles de l'Océan Indien, volume établi par Jérôme l'archiviste aux éditions Orphie.
Fin 2009, le groupe Sakosa sort un album ayant pour titre Blues Maloya. Il comprend des mises en musique de Cout' con'y, Maloya Blues, Mon Fra, Tan Salé et Chemin lé long.
L'agenda associatif 2010 des éditions de la Maison des Associations du Port comprend le texte Alanoula (rédigé en mars 2009) pour agrémenter le mois de janvier.
Depuis 2013, il contribue par ses articles au site 7lameslamer, média d'information sur la zone Océan Indien.
En 2018, les poèmes Pechblende et Il n'est de reine que de larmes sont publiés au sein du recueil Les Mots d’une île à l’autre des éditions de l'UDIR (Union pour la Défense de l'Identité Réunionnaise). Cette même année, il publie le résultat de ses recherches concernant la destitution et l'exil de Ranavalona III de Madagascar, dans une biographie intitulée RANAVALONA III – Dernière Reine de Madagascar. Il présente cet ouvrage, en 2019, au Salon du Livre de Paris,. Il signe, de plus, le texte de la plaque commémorative de la reine, apposée boulevard Lacaussade à Saint-Denis, face à la maison Ponama où l'ancienne souveraine séjourna en exil. Son poème Il n'est de reine que de larmes, dédié à Ranavalona III, a été enfermé au cœur d'un des "aloalo" (ornement funéraire malgache) sculptés par le plasticien Jack Beng-Thi et qui se dressent dans le square Pierre Sémard en ville du Port.
En 2018 et 2019, il est invité au Salon du Livre Réyoné,, se tenant à Saint-Leu.
En 2019, lors d'une soirée  en l'honneur du poète Boris Gamaleya, organisée à la médiathèque François-Mitterrand, Jean-Claude Legros lui rend un hommage posthume, en faisant la lecture du poème Salut Boris, qu'il lui avait dédié en 2002.
Jean-Claude Legros anime deux émissions sur Radio Arc-en-ciel. L'une est consacrée aux histoires, contes et légendes de la Réunion et d'ailleurs, en créole réunionnais (Navé inn fois). L'autre, nommée Un Témoin dans la ville, est dédiée au jazz et à la poésie.

## Œuvres

### Poésie
- Cout' con'y, in Le Rideau de Cannes, 1962.
- Bois pays, in Le Rideau de Cannes.
- Dans nout pays, in Réalités et perspectives réunionnaises, 1969.
- Ou sa ou sava mon fra, in Réalités et perspectives réunionnaises, 1969.
- Maloya blues, in Vers d'autres îles[17], 2003 et in Les Portes de la mémoire, sculptures de Marco Ah-Kiem, éditions UDIR, 2011.
- Toi mon frère le jouar, in Rimeurs slameurs et autres rencontres[18], 2008.
- Alanoula, in Agenda Associatif 2010, éditions de la Maison des Associations du Port, 2009.
- Je ne suis pas une île, in Cartographie de la mémoire de Jack Beng-Thi, 2010.
- Pechblende, in Les Mots d’une île à l’autre[19], éditions UDIR, 2018.
- Il n'est de reine que de larmes, in Les Mots d’une île à l’autre, éditions UDIR, 2018.

Dans le recueil Ou sa ou sava mon fra, Océan Editions, 2005 :
- Cout' con'y (1960)
- Bois pays (1960)
- Dans nout pays (1962)
- Ou sa ou sava mon fra (1969)
- Blues Ti-Quatorze (1980)
- Saint-Denis (1983)
- Manhattan maloya (1983)
- Thank you bonna (1985)
- Ma Possession (1988)
- Maloya Blues (1990)
- Thank you Gainsbourg (1991)
- Ti cousin Vincent (1991)
- Zenfant Bourbon (1992)
- Salut Boris (2002)
- Tan Salé (2005)

Mis en musique :
- Maloya blues, par le groupe Grat'fils dans l'album Pays Piment, 1995.
- Thank you Gainsbourg, par le groupe Grat'fils dans l'album Pays Piment, 1995.
- Mon Fra, par Sakosa dans l'album Blues Maloya, décembre 2009.
- Maloya Blues, par Sakosa dans l'album Blues Maloya, décembre 2009.
- Tan Salé, par Sakosa dans l'album Blues Maloya, décembre 2009.
- Chemin lé long, par Sakosa dans l'album Blues Maloya, décembre 2009.
- Cout' con'y, par Sakosa dans l'album Blues Maloya, décembre 2009.

### Biographie
- RANAVALONA III – Dernière Reine de Madagascar, éditions Poisson Rouge, 2018[21].

## Articles sur Jean-Claude Legros
- La Réunion en passion, Jean-Fabrice Nativel, Témoignages, 2005, consulté le 03/08/19.
- Jean-Claude Legros, au rythme des maloyas du monde, R. Lauret, Témoignages, 2006, consulté le 13/08/09.
- Au plaisir de lire, écrire, conter, P. David, Témoignages, 2006, consulté le 13/08/09.
- Soixante auteurs pour aujourd'hui et pour demain, P. David, Témoignages, 2008, consulté le 13/08/09.
- Jean-Claude Legros, La Réunion des livres, consulté le 31/07/2019.

### Liens Externes
- Notice dans un dictionnaire ou une encyclopédie généraliste :   - 1000 célébrités de La Réunion
- Notices d'autorité :   - VIAF
  - ISNI
  - BnF (données)
  - IdRef
  - LCCN
  - Belgique
  - Israël
  - WorldCat